# Peter David
Peter Allen David (23. září 1956 Fort Meade, Maryland – 24. května 2025) byl americký spisovatel, známý jako autor řady knih z prostředí Star Treku, či o Spidermanovi. Pod pseudonymem David Peters napsal dva románkové cykly pro mládež a je autorem i literatury faktu.

## Životopis
Mimo mnoha desítek knih různých žánrů pracoval i pro film, televizi, byl autorem řady komiksů. Je např. spoluautorem televizního seriálu Space Cases. Žil v New Yorku, byl ženatý s Katheen, s níž měl čtyři děti: Caroline, Gwen, Shanou a Ariel.